# Oudovo
Oudovo (en macédonien Удово) est un village du sud-est de la Macédoine du Nord, situé dans la municipalité de Valandovo. Le village comptait 851 habitants en 2002.

## Démographie
Lors du recensement de 2002, le village comptait :
- Macédoniens : 839
- Turcs : 7
- Serbes : 3
- Autres : 2